# لك آباد (تشيلو)
لك آباد (بالفارسية: لک‌آباد) هي منطقة سكنية تقع في إيران في قسم تشيلو الريفي. يقدر عدد سكانها بـ 22 نسمة .